# Ruby Tuesday (restaurante)
Ruby Tuesday Inc. é uma multinacional americana de varejo de serviços alimentícios que possui, opera e franqueia restaurantes Ruby Tuesday. O conceito foi criado em 1972 por Samuel E. (Sandy) Beall III.
A corporação foi formada em 1996 como uma reincorporação da Morrison Restaurants Inc. Sua sede está localizada em Maryville, Tennessee, e possui 209 estabelecimentos em todo o mundo, com alguns temporariamente fechados devido à pandemia da COVID-19.
Sua marca principal é uma cadeia de restaurantes de culinária americana casual com unidades em todos os Estados Unidos, exceto nos estados da costa do Pacífico. Sua maior densidade de locais está ao longo da costa leste dos Estados Unidos (além de Boston), pois fechou vários locais nas regiões da Grande Bacia e das Grandes Planícies, incluindo Chicago, nos últimos anos. Em 2016, o Ruby Tuesday vendeu os direitos do Lime Fresh Mexican Grill a um comprador não revelado para se concentrar na marca principal Ruby Tuesday. A empresa fechou todas as unidades do Wok Hay e Marlin, e do Ray's. Além disso, ela detém os direitos de desenvolvimento do Truffles Grill.
Em 6 de junho de 2012, o fundador e CEO Sandy Beall anunciou que deixaria a empresa. Em outubro de 2017, a empresa anunciou que a NRD Capital Management a tornaria privada por meio de um acordo de US$ 146 milhões no início de 2018.
A empresa entrou com pedido de falência, Capítulo 11, em 7 de outubro de 2020, declarando que fechará permanentemente 185 restaurantes que haviam sido fechados durante a pandemia da COVID-19. Após os fechamentos, a empresa teria 236 locais de propriedade e operação da empresa e um número não revelado de locais administrados por dez grupos de franqueados. O Ruby Tuesday saiu da falência em 24 de fevereiro de 2021, com 209 restaurantes, tendo fechado mais restaurantes do que o planejado inicialmente.